# لادروم كلاسيك 2023
لادروم كلاسيك 2023 (بالفرنسية: Drôme Classic 2023)‏ هو سباق دراجات هوائية من فئة  1.1، وهو الموسم الحادي عشر من لادروم كلاسيك، وأقيم في 26 فبراير 2023 ضمن سباقات سلسلة سباقات الاتحاد الدولي للدراجات للمحترفين 2023.
فاز بالمركز الأول أنتوني بيريز، وفاز بالمركز الثاني روي كوستا، وفاز بالمركز الثالث Andrea Bagioli ‏.

## الفرق
| فرق عالمية (13)- AG2R Citroën Team - Arkéa-Samsic - Astana Qazaqstan Team - Bora-Hansgrohe - Cofidis - EF Education-EasyPost - Groupama-FDJ - Intermarché-Circus-Wanty - Soudal Quick-Step - Team DSM - Team Jayco AlUla - Trek-Segafredo - UAE Team Emirates فرق برو (6)- بنجوال باوليز ساوكس دبليو بي ‏ - Israel-Premier Tech - Lotto Dstny - TotalEnergies - سويس ريسينغ أكادمي 2023 ‏ - أونو اكس برو سايكلنج تيم 2023 ‏ فرق قارية (2)- CIC U Nantes Atlantique ‏ - إتش بي بي تي بي – أوبير 93 ‏ |  |
| |  |

## المشاركون
| UAE Team Emirates UAD | UAE Team Emirates UAD | UAE Team Emirates UAD |
| --------------------- | --------------------- | --------------------- |
| م                     | عداء                  | مرتبة                 |
| 1                     | دييغو يليسي           | لم يكمل السباق        |
| 2                     | جورج بينيت            | 32                    |
| 3                     | Finn Fisher-Black ‏    | لم يكمل السباق        |
| 4                     | ريان جيبونز           | لم يكمل السباق        |
| 5                     | دافيد فورمولو         | 31                    |
| 6                     | فيليكس جروس           | لم يكمل السباق        |

| Bora-Hansgrohe BOH | Bora-Hansgrohe BOH    | Bora-Hansgrohe BOH |
| ------------------ | --------------------- | ------------------ |
| م                  | عداء                  | مرتبة              |
| 11                 | سيرجيو هيغويتا (طريق) | لم يكمل السباق     |
| 12                 | جاي هيندلي            | 53                 |
| 13                 | تشيزاري بينديتي       | 70                 |
| 14                 | Victor Koretzky ‏      | 34                 |
| 15                 | Anton Palzer ‏         | 44                 |
| 16                 | Cian Uijtdebroeks ‏    | لم يكمل السباق     |
| 17                 | Frederik Wandahl ‏     | 17                 |

| Intermarché-Circus-Wanty ICW | Intermarché-Circus-Wanty ICW | Intermarché-Circus-Wanty ICW |
| ---------------------------- | ---------------------------- | ---------------------------- |
| م                            | عداء                         | مرتبة                        |
| 21                           | Francesco Busatto ‏           | 21                           |
| 22                           | Laurens Huys ‏                | لم يكمل السباق               |
| 23                           | روي كوستا                    | 2                            |
| 25                           | لورينزو روتا                 | لم يكمل السباق               |
| 26                           | ليليان كالجمان               | 20                           |
| 27                           | جورج تسيمارمان               | 7                            |

| Soudal Quick-Step SOQ | Soudal Quick-Step SOQ | Soudal Quick-Step SOQ |
| --------------------- | --------------------- | --------------------- |
| م                     | عداء                  | مرتبة                 |
| 31                    | جوليان ألافيليب       | 16                    |
| 32                    | Andrea Bagioli ‏       | 3                     |
| 33                    | ريمي كافانيا          | 28                    |
| 34                    | درايس ديفينينز        | لم يكمل السباق        |
| 35                    | جيمس نوكس             | لم يكمل السباق        |
| 36                    | Martin Svrček ‏        | لم يكمل السباق        |
| 37                    | Ilan Van Wilder ‏      | لم يكمل السباق        |

| Groupama-FDJ GFC | Groupama-FDJ GFC          | Groupama-FDJ GFC |
| ---------------- | ------------------------- | ---------------- |
| م                | عداء                      | مرتبة            |
| 41               | ديفيد جودو                | 4                |
| 42               | برونو أرميريل             | لم يكمل السباق   |
| 43               | رومان جريجوار             | 62               |
| 44               | Lenny Martinez (cyclist) ‏ | لم يكمل السباق   |
| 45               | كوينتين باشر              | 12               |
| 46               | ماثيو لاداجنوس            | لم يكمل السباق   |
| 47               | Enzo Paleni ‏              | 49               |

| Cofidis COF | Cofidis COF         | Cofidis COF    |
| ----------- | ------------------- | -------------- |
| م           | عداء                | مرتبة          |
| 51          | ويليام مارتن        | 15             |
| 52          | Eddy Finé ‏          | 23             |
| 53          | Alexandre Delettre ‏ | 41             |
| 54          | Victor Lafay ‏       | 42             |
| 55          | Axel Mariault ‏      | لم يكمل السباق |
| 56          | أنتوني بيريز        | 1              |
| 57          | توماس شامبيون       | لم يكمل السباق |

| Trek-Segafredo TFS | Trek-Segafredo TFS  | Trek-Segafredo TFS |
| ------------------ | ------------------- | ------------------ |
| م                  | عداء                | مرتبة              |
| 61                 | Mattias Skjelmose   | 6                  |
| 62                 | جوليان برنارد       | 27                 |
| 63                 | داريو كاتالدو       | لم يكمل السباق     |
| 64                 | توني قالوبا         | لم يكمل السباق     |
| 66                 | كوين سيمونز         | 5                  |
| 67                 | Natnael Tesfatsion ‏ | لم يكمل السباق     |

| Arkéa-Samsic ARK | Arkéa-Samsic ARK     | Arkéa-Samsic ARK |
| ---------------- | -------------------- | ---------------- |
| م                | عداء                 | مرتبة            |
| 71               | Louis Barré ‏         | لم يكمل السباق   |
| 72               | ناصر بوهاني          | 69               |
| 73               | Alessandro Verre ‏    | 58               |
| 74               | ايلي جيسبرت          | لم يكمل السباق   |
| 75               | Clément Champoussin ‏ | 68               |
| 76               | لوران بيشون          | لم يكمل السباق   |
| 77               | كريستيان رودريغيز    | 24               |

| AG2R Citroën Team ACT | AG2R Citroën Team ACT | AG2R Citroën Team ACT |
| --------------------- | --------------------- | --------------------- |
| م                     | عداء                  | مرتبة                 |
| 82                    | كليمان فنتوريني       | لم يكمل السباق        |
| 83                    | Mikaël Cherel ‏        | لم يكمل السباق        |
| 84                    | فيليكس غال            | لم يكمل السباق        |
| 85                    | Dorian Godon ‏         | 10                    |
| 86                    | Nans Peters ‏          | 55                    |
| 87                    | أندريا فيندرام        | لم يكمل السباق        |

| Team Jayco AlUla JAY | Team Jayco AlUla JAY | Team Jayco AlUla JAY |
| -------------------- | -------------------- | -------------------- |
| م                    | عداء                 | مرتبة                |
| 91                   | Matteo Sobrero ‏      | 36                   |
| 92                   | Kevin Colleoni ‏      | 56                   |
| 93                   | أليساندرو دي مارشي   | 71                   |
| 94                   | تسغابو غرماي         | لم يكمل السباق       |
| 95                   | فيليبو زانا          | لم يكمل السباق       |
| 96                   | جيسوس دايفيد بينيا ‏  | لم يكمل السباق       |

| EF Education-EasyPost EFE | EF Education-EasyPost EFE | EF Education-EasyPost EFE |
| ------------------------- | ------------------------- | ------------------------- |
| م                         | عداء                      | مرتبة                     |
| 101                       | استيبان تشافيس            | 50                        |
| 102                       | جوناثان كايسيدو           | لم يكمل السباق            |
| 103                       | شون كوين ‏                 | لم يكمل السباق            |
| 104                       | ألكساندر سيبيدا           | 38                        |
| 105                       | أودد كريستيان إيكينغ      | 18                        |
| 106                       | ميكيل فروليش أونوريه      | 45                        |
| 107                       | مرحاوي قدس (طريق)         | 29                        |

| Team DSM DSM | Team DSM DSM     | Team DSM DSM   |
| ------------ | ---------------- | -------------- |
| م            | عداء             | مرتبة          |
| 111          | رومان بارديه     | 11             |
| 112          | رومان كومبو      | لم يكمل السباق |
| 113          | Matthew Dinham ‏  | 33             |
| 114          | كريس هاميلتون    | 52             |
| 115          | Max Poole ‏       | لم يكمل السباق |
| 116          | Martijn Tusveld ‏ | 39             |
| 117          | Robbe Dhondt ‏    | لم يكمل السباق |

| Astana Qazaqstan Team AST | Astana Qazaqstan Team AST | Astana Qazaqstan Team AST |
| ------------------------- | ------------------------- | ------------------------- |
| م                         | عداء                      | مرتبة                     |
| 121                       | أندري زيتز                | لم يكمل السباق            |
| 122                       | Aleksandr Riabushenko ‏    | 72                        |
| 123                       | فابيو فلين                | لم يكمل السباق            |
| 124                       | Vadim Pronskiy ‏           | 54                        |
| 125                       | Harold Martín López ‏      | لم يكمل السباق            |
| 127                       | Nicolas Vinokurov ‏        | لم يكمل السباق            |

| Lotto Dstny LTD | Lotto Dstny LTD      | Lotto Dstny LTD |
| --------------- | -------------------- | --------------- |
| م               | عداء                 | مرتبة           |
| 131             | Andreas Kron ‏        | لم يبدأ         |
| 132             | Ramses Debruyne ‏     | 40              |
| 133             | Jago Willems‏         | 46              |
| 134             | Sylvain Moniquet ‏    | لم يكمل السباق  |
| 135             | Harry Sweeny ‏        | 14              |
| 136             | Lennert Van Eetvelt ‏ | لم يكمل السباق  |
| 137             | Maxim Van Gils ‏      | لم يكمل السباق  |

| TotalEnergies TEN | TotalEnergies TEN   | TotalEnergies TEN |
| ----------------- | ------------------- | ----------------- |
| م                 | عداء                | مرتبة             |
| 141               | بيير لاتور          | لم يكمل السباق    |
| 142               | الكسيس فويليرموز    | لم يكمل السباق    |
| 143               | Mathieu Burgaudeau ‏ | 22                |
| 144               | Fabien Doubey ‏      | لم يكمل السباق    |
| 145               | جوليان سيمون        | 57                |
| 146               | Alan Jousseaume ‏    | لم يكمل السباق    |
| 147               | Paul Ourselin ‏      | 47                |

| Israel-Premier Tech IPT | Israel-Premier Tech IPT | Israel-Premier Tech IPT |
| ----------------------- | ----------------------- | ----------------------- |
| م                       | عداء                    | مرتبة                   |
| 151                     | مايكل وودز              | لم يكمل السباق          |
| 152                     | سيمون كلارك             | 8                       |
| 153                     | Mason Hollyman ‏         | لم يكمل السباق          |
| 154                     | Marco Frigo ‏            | 59                      |
| 155                     | Sebastian Berwick ‏      | لم يكمل السباق          |
| 156                     | ستيفن وليامز            | لم يكمل السباق          |
| 157                     | كوربين سترونغ           | 9                       |

| أونو-إكس موبيليتي ‏ UXT | أونو-إكس موبيليتي ‏ UXT  | أونو-إكس موبيليتي ‏ UXT |
| ---------------------- | ----------------------- | ---------------------- |
| م                      | عداء                    | مرتبة                  |
| 162                    | Torstein Træen ‏         | 19                     |
| 163                    | ماركوس هانسن            | لم يكمل السباق         |
| 164                    | Ådne Holter ‏            | لم يكمل السباق         |
| 165                    | Jacob Hindsgaul Madsen ‏ | لم يكمل السباق         |
| 166                    | Fredrik Dversnes ‏       | 43                     |
| 167                    | Niklas Eg ‏              | لم يكمل السباق         |

| بنجوال باوليز ساوكس دبليو بي ‏ BWB | بنجوال باوليز ساوكس دبليو بي ‏ BWB | بنجوال باوليز ساوكس دبليو بي ‏ BWB |
| --------------------------------- | --------------------------------- | --------------------------------- |
| م                                 | عداء                              | مرتبة                             |
| 171                               | ألكسيس غيران                      | 37                                |
| 172                               | فلوريس دي تير                     | 26                                |
| 173                               | Johan Meens ‏                      | لم يكمل السباق                    |
| 174                               | Dimitri Peyskens ‏                 | لم يكمل السباق                    |
| 175                               | Lennert Teugels ‏                  | 67                                |
| 176                               | ماركو تيزا                        | 35                                |
| 177                               | Aaron Van der Beken ‏              | لم يكمل السباق                    |

| سويس ريسينغ أكادمي ‏ TUD | سويس ريسينغ أكادمي ‏ TUD | سويس ريسينغ أكادمي ‏ TUD |
| ----------------------- | ----------------------- | ----------------------- |
| م                       | عداء                    | مرتبة                   |
| 181                     | سيباستيان رايشنباخ      | 60                      |
| 182                     | Nils Brun ‏              | 48                      |
| 183                     | Aloïs Charrin ‏          | لم يكمل السباق          |
| 184                     | لوكاس أريكسون (طريق)    | 13                      |
| 185                     | Simon Pellaud ‏          | 30                      |
| 186                     | ألكسندر كامب (طريق)     | لم يكمل السباق          |
| 187                     | Roland Thalmann ‏        | لم يكمل السباق          |

| إتش بي بي تي بي – أوبير 93 ‏ AUB | إتش بي بي تي بي – أوبير 93 ‏ AUB | إتش بي بي تي بي – أوبير 93 ‏ AUB |
| ------------------------------- | ------------------------------- | ------------------------------- |
| م                               | عداء                            | مرتبة                           |
| 191                             | Romain Cardis ‏                  | 63                              |
| 192                             | Thomas Devaux ‏                  | لم يكمل السباق                  |
| 193                             | Nicolas Debeaumarché ‏           | 25                              |
| 194                             | Joris Delbove ‏                  | لم يكمل السباق                  |
| 195                             | أنتوني مالدونادو                | لم يكمل السباق                  |
| 196                             | Morné van Niekerk ‏              | 64                              |
| 197                             | Thomas Gachignard ‏              | لم يكمل السباق                  |

| CIC U Nantes Atlantique ‏ UCN | CIC U Nantes Atlantique ‏ UCN | CIC U Nantes Atlantique ‏ UCN |
| ---------------------------- | ---------------------------- | ---------------------------- |
| م                            | عداء                         | مرتبة                        |
| 201                          | Jordan Jegat ‏                | 61                           |
| 202                          | Yaël Joalland ‏               | لم يكمل السباق               |
| 203                          | Léo Danès ‏                   | 51                           |
| 204                          | Maël Guégan ‏                 | لم يكمل السباق               |
| 205                          | Robin Plamondon ‏             | 66                           |
| 206                          | Nolann Mahoudo ‏              | لم يكمل السباق               |
| 207                          | Noa Isidore ‏                 | 65                           |

| UAE Team Emirates UAD | UAE Team Emirates UAD | UAE Team Emirates UAD |
| --------------------- | --------------------- | --------------------- |
| م                     | عداء                  | مرتبة                 |
| 1                     | دييغو يليسي           | لم يكمل السباق        |
| 2                     | جورج بينيت            | 32                    |
| 3                     | Finn Fisher-Black ‏    | لم يكمل السباق        |
| 4                     | ريان جيبونز           | لم يكمل السباق        |
| 5                     | دافيد فورمولو         | 31                    |
| 6                     | فيليكس جروس           | لم يكمل السباق        |

| Bora-Hansgrohe BOH | Bora-Hansgrohe BOH    | Bora-Hansgrohe BOH |
| ------------------ | --------------------- | ------------------ |
| م                  | عداء                  | مرتبة              |
| 11                 | سيرجيو هيغويتا (طريق) | لم يكمل السباق     |
| 12                 | جاي هيندلي            | 53                 |
| 13                 | تشيزاري بينديتي       | 70                 |
| 14                 | Victor Koretzky ‏      | 34                 |
| 15                 | Anton Palzer ‏         | 44                 |
| 16                 | Cian Uijtdebroeks ‏    | لم يكمل السباق     |
| 17                 | Frederik Wandahl ‏     | 17                 |

| Intermarché-Circus-Wanty ICW | Intermarché-Circus-Wanty ICW | Intermarché-Circus-Wanty ICW |
| ---------------------------- | ---------------------------- | ---------------------------- |
| م                            | عداء                         | مرتبة                        |
| 21                           | Francesco Busatto ‏           | 21                           |
| 22                           | Laurens Huys ‏                | لم يكمل السباق               |
| 23                           | روي كوستا                    | 2                            |
| 25                           | لورينزو روتا                 | لم يكمل السباق               |
| 26                           | ليليان كالجمان               | 20                           |
| 27                           | جورج تسيمارمان               | 7                            |

| Soudal Quick-Step SOQ | Soudal Quick-Step SOQ | Soudal Quick-Step SOQ |
| --------------------- | --------------------- | --------------------- |
| م                     | عداء                  | مرتبة                 |
| 31                    | جوليان ألافيليب       | 16                    |
| 32                    | Andrea Bagioli ‏       | 3                     |
| 33                    | ريمي كافانيا          | 28                    |
| 34                    | درايس ديفينينز        | لم يكمل السباق        |
| 35                    | جيمس نوكس             | لم يكمل السباق        |
| 36                    | Martin Svrček ‏        | لم يكمل السباق        |
| 37                    | Ilan Van Wilder ‏      | لم يكمل السباق        |

| Groupama-FDJ GFC | Groupama-FDJ GFC          | Groupama-FDJ GFC |
| ---------------- | ------------------------- | ---------------- |
| م                | عداء                      | مرتبة            |
| 41               | ديفيد جودو                | 4                |
| 42               | برونو أرميريل             | لم يكمل السباق   |
| 43               | رومان جريجوار             | 62               |
| 44               | Lenny Martinez (cyclist) ‏ | لم يكمل السباق   |
| 45               | كوينتين باشر              | 12               |
| 46               | ماثيو لاداجنوس            | لم يكمل السباق   |
| 47               | Enzo Paleni ‏              | 49               |

| Cofidis COF | Cofidis COF         | Cofidis COF    |
| ----------- | ------------------- | -------------- |
| م           | عداء                | مرتبة          |
| 51          | ويليام مارتن        | 15             |
| 52          | Eddy Finé ‏          | 23             |
| 53          | Alexandre Delettre ‏ | 41             |
| 54          | Victor Lafay ‏       | 42             |
| 55          | Axel Mariault ‏      | لم يكمل السباق |
| 56          | أنتوني بيريز        | 1              |
| 57          | توماس شامبيون       | لم يكمل السباق |

| Trek-Segafredo TFS | Trek-Segafredo TFS  | Trek-Segafredo TFS |
| ------------------ | ------------------- | ------------------ |
| م                  | عداء                | مرتبة              |
| 61                 | Mattias Skjelmose   | 6                  |
| 62                 | جوليان برنارد       | 27                 |
| 63                 | داريو كاتالدو       | لم يكمل السباق     |
| 64                 | توني قالوبا         | لم يكمل السباق     |
| 66                 | كوين سيمونز         | 5                  |
| 67                 | Natnael Tesfatsion ‏ | لم يكمل السباق     |

| Arkéa-Samsic ARK | Arkéa-Samsic ARK     | Arkéa-Samsic ARK |
| ---------------- | -------------------- | ---------------- |
| م                | عداء                 | مرتبة            |
| 71               | Louis Barré ‏         | لم يكمل السباق   |
| 72               | ناصر بوهاني          | 69               |
| 73               | Alessandro Verre ‏    | 58               |
| 74               | ايلي جيسبرت          | لم يكمل السباق   |
| 75               | Clément Champoussin ‏ | 68               |
| 76               | لوران بيشون          | لم يكمل السباق   |
| 77               | كريستيان رودريغيز    | 24               |

| AG2R Citroën Team ACT | AG2R Citroën Team ACT | AG2R Citroën Team ACT |
| --------------------- | --------------------- | --------------------- |
| م                     | عداء                  | مرتبة                 |
| 82                    | كليمان فنتوريني       | لم يكمل السباق        |
| 83                    | Mikaël Cherel ‏        | لم يكمل السباق        |
| 84                    | فيليكس غال            | لم يكمل السباق        |
| 85                    | Dorian Godon ‏         | 10                    |
| 86                    | Nans Peters ‏          | 55                    |
| 87                    | أندريا فيندرام        | لم يكمل السباق        |

| Team Jayco AlUla JAY | Team Jayco AlUla JAY | Team Jayco AlUla JAY |
| -------------------- | -------------------- | -------------------- |
| م                    | عداء                 | مرتبة                |
| 91                   | Matteo Sobrero ‏      | 36                   |
| 92                   | Kevin Colleoni ‏      | 56                   |
| 93                   | أليساندرو دي مارشي   | 71                   |
| 94                   | تسغابو غرماي         | لم يكمل السباق       |
| 95                   | فيليبو زانا          | لم يكمل السباق       |
| 96                   | جيسوس دايفيد بينيا ‏  | لم يكمل السباق       |

| EF Education-EasyPost EFE | EF Education-EasyPost EFE | EF Education-EasyPost EFE |
| ------------------------- | ------------------------- | ------------------------- |
| م                         | عداء                      | مرتبة                     |
| 101                       | استيبان تشافيس            | 50                        |
| 102                       | جوناثان كايسيدو           | لم يكمل السباق            |
| 103                       | شون كوين ‏                 | لم يكمل السباق            |
| 104                       | ألكساندر سيبيدا           | 38                        |
| 105                       | أودد كريستيان إيكينغ      | 18                        |
| 106                       | ميكيل فروليش أونوريه      | 45                        |
| 107                       | مرحاوي قدس (طريق)         | 29                        |

| Team DSM DSM | Team DSM DSM     | Team DSM DSM   |
| ------------ | ---------------- | -------------- |
| م            | عداء             | مرتبة          |
| 111          | رومان بارديه     | 11             |
| 112          | رومان كومبو      | لم يكمل السباق |
| 113          | Matthew Dinham ‏  | 33             |
| 114          | كريس هاميلتون    | 52             |
| 115          | Max Poole ‏       | لم يكمل السباق |
| 116          | Martijn Tusveld ‏ | 39             |
| 117          | Robbe Dhondt ‏    | لم يكمل السباق |

| Astana Qazaqstan Team AST | Astana Qazaqstan Team AST | Astana Qazaqstan Team AST |
| ------------------------- | ------------------------- | ------------------------- |
| م                         | عداء                      | مرتبة                     |
| 121                       | أندري زيتز                | لم يكمل السباق            |
| 122                       | Aleksandr Riabushenko ‏    | 72                        |
| 123                       | فابيو فلين                | لم يكمل السباق            |
| 124                       | Vadim Pronskiy ‏           | 54                        |
| 125                       | Harold Martín López ‏      | لم يكمل السباق            |
| 127                       | Nicolas Vinokurov ‏        | لم يكمل السباق            |

| Lotto Dstny LTD | Lotto Dstny LTD      | Lotto Dstny LTD |
| --------------- | -------------------- | --------------- |
| م               | عداء                 | مرتبة           |
| 131             | Andreas Kron ‏        | لم يبدأ         |
| 132             | Ramses Debruyne ‏     | 40              |
| 133             | Jago Willems‏         | 46              |
| 134             | Sylvain Moniquet ‏    | لم يكمل السباق  |
| 135             | Harry Sweeny ‏        | 14              |
| 136             | Lennert Van Eetvelt ‏ | لم يكمل السباق  |
| 137             | Maxim Van Gils ‏      | لم يكمل السباق  |

| TotalEnergies TEN | TotalEnergies TEN   | TotalEnergies TEN |
| ----------------- | ------------------- | ----------------- |
| م                 | عداء                | مرتبة             |
| 141               | بيير لاتور          | لم يكمل السباق    |
| 142               | الكسيس فويليرموز    | لم يكمل السباق    |
| 143               | Mathieu Burgaudeau ‏ | 22                |
| 144               | Fabien Doubey ‏      | لم يكمل السباق    |
| 145               | جوليان سيمون        | 57                |
| 146               | Alan Jousseaume ‏    | لم يكمل السباق    |
| 147               | Paul Ourselin ‏      | 47                |

| Israel-Premier Tech IPT | Israel-Premier Tech IPT | Israel-Premier Tech IPT |
| ----------------------- | ----------------------- | ----------------------- |
| م                       | عداء                    | مرتبة                   |
| 151                     | مايكل وودز              | لم يكمل السباق          |
| 152                     | سيمون كلارك             | 8                       |
| 153                     | Mason Hollyman ‏         | لم يكمل السباق          |
| 154                     | Marco Frigo ‏            | 59                      |
| 155                     | Sebastian Berwick ‏      | لم يكمل السباق          |
| 156                     | ستيفن وليامز            | لم يكمل السباق          |
| 157                     | كوربين سترونغ           | 9                       |

| أونو-إكس موبيليتي ‏ UXT | أونو-إكس موبيليتي ‏ UXT  | أونو-إكس موبيليتي ‏ UXT |
| ---------------------- | ----------------------- | ---------------------- |
| م                      | عداء                    | مرتبة                  |
| 162                    | Torstein Træen ‏         | 19                     |
| 163                    | ماركوس هانسن            | لم يكمل السباق         |
| 164                    | Ådne Holter ‏            | لم يكمل السباق         |
| 165                    | Jacob Hindsgaul Madsen ‏ | لم يكمل السباق         |
| 166                    | Fredrik Dversnes ‏       | 43                     |
| 167                    | Niklas Eg ‏              | لم يكمل السباق         |

| بنجوال باوليز ساوكس دبليو بي ‏ BWB | بنجوال باوليز ساوكس دبليو بي ‏ BWB | بنجوال باوليز ساوكس دبليو بي ‏ BWB |
| --------------------------------- | --------------------------------- | --------------------------------- |
| م                                 | عداء                              | مرتبة                             |
| 171                               | ألكسيس غيران                      | 37                                |
| 172                               | فلوريس دي تير                     | 26                                |
| 173                               | Johan Meens ‏                      | لم يكمل السباق                    |
| 174                               | Dimitri Peyskens ‏                 | لم يكمل السباق                    |
| 175                               | Lennert Teugels ‏                  | 67                                |
| 176                               | ماركو تيزا                        | 35                                |
| 177                               | Aaron Van der Beken ‏              | لم يكمل السباق                    |

| سويس ريسينغ أكادمي ‏ TUD | سويس ريسينغ أكادمي ‏ TUD | سويس ريسينغ أكادمي ‏ TUD |
| ----------------------- | ----------------------- | ----------------------- |
| م                       | عداء                    | مرتبة                   |
| 181                     | سيباستيان رايشنباخ      | 60                      |
| 182                     | Nils Brun ‏              | 48                      |
| 183                     | Aloïs Charrin ‏          | لم يكمل السباق          |
| 184                     | لوكاس أريكسون (طريق)    | 13                      |
| 185                     | Simon Pellaud ‏          | 30                      |
| 186                     | ألكسندر كامب (طريق)     | لم يكمل السباق          |
| 187                     | Roland Thalmann ‏        | لم يكمل السباق          |

| إتش بي بي تي بي – أوبير 93 ‏ AUB | إتش بي بي تي بي – أوبير 93 ‏ AUB | إتش بي بي تي بي – أوبير 93 ‏ AUB |
| ------------------------------- | ------------------------------- | ------------------------------- |
| م                               | عداء                            | مرتبة                           |
| 191                             | Romain Cardis ‏                  | 63                              |
| 192                             | Thomas Devaux ‏                  | لم يكمل السباق                  |
| 193                             | Nicolas Debeaumarché ‏           | 25                              |
| 194                             | Joris Delbove ‏                  | لم يكمل السباق                  |
| 195                             | أنتوني مالدونادو                | لم يكمل السباق                  |
| 196                             | Morné van Niekerk ‏              | 64                              |
| 197                             | Thomas Gachignard ‏              | لم يكمل السباق                  |

| CIC U Nantes Atlantique ‏ UCN | CIC U Nantes Atlantique ‏ UCN | CIC U Nantes Atlantique ‏ UCN |
| ---------------------------- | ---------------------------- | ---------------------------- |
| م                            | عداء                         | مرتبة                        |
| 201                          | Jordan Jegat ‏                | 61                           |
| 202                          | Yaël Joalland ‏               | لم يكمل السباق               |
| 203                          | Léo Danès ‏                   | 51                           |
| 204                          | Maël Guégan ‏                 | لم يكمل السباق               |
| 205                          | Robin Plamondon ‏             | 66                           |
| 206                          | Nolann Mahoudo ‏              | لم يكمل السباق               |
| 207                          | Noa Isidore ‏                 | 65                           |

## التصنيف العام النهائي
| التصنيف العام         | التصنيف العام       | التصنيف العام            | التصنيف العام | التصنيف العام |
| العداء                | العداء              | الفريق                   | الوقت         |               |
| --------------------- | ------------------- | ------------------------ | ------------- | ------------- |
| 1                     | أنتوني بيريز        | Cofidis                  |               |               |
| 2                     | روي كوستا           | Intermarché-Circus-Wanty | + 1 د 11 ث    |               |
| 3                     | Andrea Bagioli ‏     | Soudal Quick-Step        | + 1 د 11 ث    |               |
| 4                     | ديفيد جودو          | Groupama-FDJ             | + 1 د 13 ث    |               |
| 5                     | كوين سيمونز         | تريك سيغافريدو           | + 1 د 13 ث    |               |
| 6                     | ماتياس سكجلموس جنسن | تريك سيغافريدو           | + 1 د 34 ث    |               |
|                       |                     |                          |               |               |
| مصدر: ProCyclingStats |                     |                          |               |               |

## وصلات خارجية
- الموقع الرسمي
- لمحة عن سباق لادروم كلاسيك 2023 على موقع  ProCyclingStats   (برو  سايكلنج  ستاتس) - إحصاءات  محترفي  الدراجات.
- لادروم كلاسيك 2023 على موقع إحصائيات الدراجات الإحترافية (الإنجليزية)